# Miringotomia
La miringotomia  (del Llatí myringa "timpà"; G.temnein, tallar) o timpanotomia, és una incisió en el timpà (membrana timpànica). Antigament es realitzava per drenar pus de l'orella mitjana, en l'actualitat es practica per aspiració d'exsudats, o transsudats que no supurin. S'estableix la ventilació de l'orella mitjana mitjançant la introducció d'una sonda faringotimpànica estreta (normalment un tipus de sonda de tefló), de manera que el líquid pugui drenar. La sonda de tefló es treu quan la cavitat de l'orella mitjana torna a funcionar amb normalitat.

## Paracentesi
Paracentesi és un petita operació feta sota anestèsia local o general, dissenyada per evacuar el fluid emmagatzemat en una cavitat natural del cos, el lloc d'incisió es selecciona d'acord amb la indicació. Pot ser, per exemple, el  timpà.